# Xizicus maculatus
Xizicus maculatus är en insektsart som först beskrevs av Wei Ying Hsia och Honglei Liu 1993.  Xizicus maculatus ingår i släktet Xizicus och familjen vårtbitare. Inga underarter finns listade i Catalogue of Life.